# Samoa Americana en los Juegos Olímpicos de Atlanta 1996
Samoa Americana estuvo representada en los Juegos Olímpicos de Atlanta 1996 por un total de siete deportistas, seis hombres y una mujer, que compitieron en cinco deportes.
El portador de la bandera en la ceremonia de apertura fue el boxeador Maselino Masoe. El equipo olímpico samoamericano no obtuvo ninguna medalla en estos Juegos.